# Jels
Jels (tysk: Jels) er en by i Sønderjylland med 1.962 indbyggere  (2025), beliggende 17 km nordvest for Vojens, 26 km sydvest for Kolding, 30 km øst for Ribe og 17 km syd for Vejen. Byen hører til Vejen Kommune og ligger i Region Syddanmark. I 1970-2006 hørte byen til Rødding Kommune i Sønderjyllands Amt.
Jels hører til Jels Sogn. Jels Kirke ligger i byen.

## Geografi
Nordøst for byen ligger Jels Søerne: Nedersø (54 ha), Midtsø (25 ha) og Oversø (9 ha). Omkring Midtsø ligger Jels Skovene: Jels Nederskov, Barsbøl Skov, Klaskeroj Skov og Skiddenkær. De er rester af den tidligere Farris Skov, som frem til 1700-tallet strakte sig tværs over Jylland fra Lillebælt til Ribe..

## Turisme
I 1939 købte Jels Kommune Nedersøs sydlige bred af staten. Det var begyndelsen til friluftsliv og turisme i Jels. Friluftsbadet blev indviet i 1943. Campingpladsen startede ved siden af i 1948. Bronzeskulpturen Jels-pigen blev opstillet ved søbadet i 1953. Jels Roklub blev stiftet i 1954.
Friluftsteatret blev bygget i 1951, og her har man siden 1977 opført Jels Vikingespil hvert år i juli. Nordvest for Nedersø indviede man i 1992 18 hullers golfbanen Royal Oak Golf Club. Året efter blev Orion Planetarium indviet over for friluftsscenen, men det måtte lukke i 2016, fordi en del af driftstøtten bortfaldt.
I 1990'erne blev der knyttet et vandrerhjem til sportshallen. Sportscentret rummer nu et motel med 15 værelser. Byen har desuden flere B&B-steder, og Jels Sø Camping har 65 pladser.

## Faciliteter
- Jels Skole har 388 elever, fordelt på 0.-9. klassetrin, og 57 ansatte.[3]
- Børnecentret Spiloppen har 16 pladser i vuggestuen og 98 pladser i børnehaven. Der er 15 ansatte.[4]
- Jels Hallen begyndte med et klubhus i 1977. Sportshallen kom til i 1985. Jels Motel & Sportscenter har nu også motionscenter samt kursus- og festlokaler.
- Jels Idrætsforening (Jels IF) tilbyder bl.a. badminton, fodbold, gymnastik, håndbold og volleyball.
- Plejecenter Dixensminde begyndte som alderdomshjem i 1937. Det har nu 32 plejeboliger, hvoraf 26 ligger i nabohuse, der er bygget sammen med hovedbygningen.[5]
- Byen har flere dagligvareforretninger, restaurant og pizzeria, tandlæge og lægehus med fysioterapeut.

## Historie
Ved Jelssøerne er der fundet arkæologiske spor efter Hamborgkulturen.

### Jels Voldsted
Ved vestbredden af Midtsø ligger Jels Voldsted, der nævnes i 1231 som Jarlsæ og formodes at have været sæde for en jarl i vikingetiden. Jels ligger ved Hærvejen, så trafikken gennem Farris Skov kunne kontrolleres fra borgen. Den er antagelig ødelagt ved en brand i 1400-tallet. Der ses i dag en halvkredsformet vold mod landsiden og rester af kraftige pæle fra et forsvarsværk mod søsiden.
Jels Voldsted var i årene efter 1920 og igen efter 1945 ramme om store folkelige møder. Der er restaurant og informationscenter på stedet.

### Jels Mølle
Jels Mølle er en hollandsk vindmølle, der blev opført i 1859 og var i drift til 1952. Den er renoveret af "Foreningen til bevarelsen af Jels Mølle".

### Haderslev Amtsbaner
Jels fik jernbanestation på Haderslev Amts Jernbaners strækning Haderslev-Skodborg (1905-1933). 300 m af banens tracé er bevaret som sti mellem Jarlsvej og Overbygade. Og i begge retninger er banetracéet benyttet til vejanlæg: mod nordvest det øverste stykke af Overbygade og Haraldsholmvej ud til Skovløkke, og mod sydøst Ørstedvej og Jelsvej næsten til Ørsted.
Amtsbanen gav Jels et opsving. Mange af byens huse stammer fra årene kort efter banens start. Det danske målebordsblad, der er tegnet efter nedlæggelsen af banen, viser at stationsbyen havde fået hotel, mejeri, elværk, telefoncentral, apotek, lægebolig, forsamlingshus og missionshus.

### Genforeningen
Ved Vestergade 17 står en sten, der blev afsløret på Valdemarsdag 1921 til minde om Genforeningen i 1920. I 1864-1920 forløb landegrænsen langs Jels Sogns nordgrænse, og 3 af de gamle nummererede grænsesten er bevaret i Jels som mindesten: nr. 77 og nr. 109 flankerer genforeningsstenen på Vestergade, og nr. 74 står i mindeparken syd for traktørstedet på Jels Voldsted.

## Erhverv
Vejen Finnmarken er byens industrikvarter med ca. 300 arbejdspladser. Lindab Profil fremstiller tag- og facadebeklædning, tagrender og porte i tyndpladestål. Dinesen fremstiller massive træplanker til gulve, vægbeklædning, lofter og andre interiørelementer.

## Folketal
| 1803 | 1835 | 1845  | 2006  | 2007  | 2008  | 2009  | 2010  | 2011  | 2012  | 2013  | 2014  | 2015  | 2016  | 2017  | 2018  | 2019  |
| ---- | ---- | ----- | ----- | ----- | ----- | ----- | ----- | ----- | ----- | ----- | ----- | ----- | ----- | ----- | ----- | ----- |
| 674  | 922  | 1,086 | 1,744 | 1,785 | 1,814 | 1,826 | 1,837 | 1,803 | 1,988 | 1,982 | 1,969 | 1,996 | 1,990 | 1,993 | 1,999 | 2,013 |

- Jels Kirke
- Jels Torv
- Foreningshuset, hvor bl.a. roklubben holder til
- Jels Søbads badebro
- Et par af husene i Jels vikingeby